# Ноттовей (округ)
Округ Ноттовей (англ. Nottoway County) располагается в США, в штате Виргиния. По состоянию на 2010 год, численность населения составляла 15 853 человек. Был образован в 1789 году, получил своё название в честь ирокезоязычного индейского племени Ноттовей.

## География
По данным Бюро переписи США, общая площадь округа равняется 818 км², из которых 813 км² суша и 4 км² или 0,5 % это водоёмы.

## Демография
По данным переписи населения 2000 года в приходе проживает 15 725 жителей в составе 5 664 домашних хозяйств и 3 885 семей. Плотность населения составляет 19 человек на км². На территории округа насчитывается 6 373 жилых строения, при плотности застройки 8 строений на км². Расовый состав населения: белые — 57,16 %, афроамериканцы — 40,56 %, коренные американцы (индейцы) — 0,13 %, азиаты — 0,39 %, гавайцы — 0,03 %, представители других рас — 1,01 %, представители двух или более рас — 0,72 %. Испаноязычные составляли 1,58 % населения независимо от расы.
В составе 29,90 % из общего числа домашних хозяйств проживают дети в возрасте до 18 лет, 48,60 % домашних хозяйств представляют собой супружеские пары проживающие вместе, 15,40 % домашних хозяйств представляют собой одиноких женщин без супруга, 31,40 % домашних хозяйств не имеют отношения к семьям, 27,60 % домашних хозяйств состоят из одного человека, 14,20 % домашних хозяйств состоят из престарелых (65 лет и старше), проживающих в одиночестве. Средний размер домашнего хозяйства составляет 2,48 человека, и средний размер семьи 3,00 человека.
Возрастной состав округа: 22,90 % моложе 18 лет, 8,10 % от 18 до 24, 29,30 % от 25 до 44, 22,60 % от 45 до 64 и 17,10 % от 65 и старше. Средний возраст жителя округа 39 лет. На каждые 100 женщин приходится 106,60 мужчин. На каждые 100 женщин старше 18 лет приходится 106,60 мужчин.
Средний доход на домохозяйство в округе составлял 30 866 USD, на семью — 39 625 USD. Среднестатистический заработок мужчины был 28 533 USD против 19 718 USD для женщины. Доход на душу населения был 15 552 USD. Около 15,50 % семей и 20,10 % общего населения находились ниже черты бедности, в том числе — 27,70 % молодежи (тех кому ещё не исполнилось 18 лет) и 18,40 % тех кому было уже больше 65 лет.